# Мадриђешти (Арад)
Мадриђешти (рум. Mădrigești) насеље је у Румунији у округу Арад у општини Бразиј. Oпштина се налази на надморској висини од 252 m.

## Становништво
Према подацима из 2002. године у насељу је живело 325 становника, од којих су сви румунске националности.